# Mweka
Mweka est une localité, chef-lieu de territoire de la province du Kasaï en république démocratique du Congo.

## Géographie
Elle est située sur la route nationale RN 20 à 280 km au nord-est du chef-lieu provincial Tshikapa

## Administration
Chef-lieu de territoire de 59 637 électeurs recensés en 2018, la localité a le statut de commune rurale de moins de 80 000 électeurs, elle compte 7 conseillers municipaux en 2019.

## Population
Actuellement, la population de la cité de Mweka a connu une grande croissance et est estimée à plus de 80 000 habitants. Pour la plupart, ces populations proviennent des villages environnants et de villes comme Kananga, Tshikapa, Mbujimayi…
En outre, Mweka ne revêt plus le statut d’une localité mais plutôt d’une cité voire une ville à l’horizon  2030. Nous y trouvons beaucoup de quartiers entre autres : ville, Lukaka, Lumumba (autrement appelé Mpanya), Madrid, Mpanda Mabwe, Kwete Mbweki, régi, Kadel, Maréchal, Mweka bakuba, nsele, Congo… pour ne citer que ces quartiers là. Il faut encore des études très approfondies pour découvrir touts les atouts et potentialité de la ville de Mweka
Le recensement de la population date de 1984, l'accroissement annuel est estimé à 1,62 en 2012,.
| 1984   | 2004   | 2012   |
| ------ | ------ | ------ |
| 25 494 | 46 940 | 57 553 |

## Personnalités liées à la commune
- Roger Lumbala (1958-) est un homme politique de la République démocratique du Congo.